# 포르튀나 시타르트
포르튀나 시타르트(Fortuna Sittard)는 1968년 7월 1일에 창단된 네덜란드 시타르트의 축구 클럽으로 포르튀나 '54(Fortuna '54)와 시타르디아(Sittardia)를 합병해서 창단된 팀이다. 현재 에레디비시에서 활동하고 있다.

## 수상
- KNVB컵
  - 우승: 1957, 1964
  - 준우승: 1984, 1999
- 에이르스터 디비시
  - 우승: 1959, 1964, 1966, 1995

## 선수 명단

### 현역
참고: FIFA 자격 규정에 따라 소속된 국가대표팀 국기를 표시합니다. 선수는 복수의 FIFA 비회원국 국적을 가지고 있을 수 있습니다.
| 번호 | 포지션 | 국적       | 이름                  |
| ---- | ------ | ---------- | --------------------- |
| 7    | FW     |            | 크리스토페르 페테르손 |
| 10   | MF     | 크로아티아 | 알렌 할릴로비치       |
| 12   | DF     | 포르투갈   | 이보 핀투             |
| 14   | DF     |            | 호드리구 구트         |
| 23   | MF     | 카보베르데 | 알레시오 다 크루즈    |
| 32   | MF     |            | 로렌츠 로지어         |

| 번호 | 포지션 | 국적 | 이름 |
| ---- | ------ | ---- | ---- |

## 역대 감독
| 감독                 | 임기      |
| -------------------- | --------- |
| 블라디미르 베아라    | 1966~1967 |
| 핌 베어벡            | 1994~1997 |
| 베르트 판 마르베이크 | 1998~2000 |
| 선데이 올리세        | 2017~2018 |
| 훌리오 벨라스케스    |           |